# Boedo
Boedo – stacja metra w Buenos Aires, na linii E. Znajduje się pomiędzy  stacją General Urquiza, a Avenida La Plata. Stacja została otwarta 16 grudnia 1944.